# Jersey Shore Shark Attack
Jersey Shore Shark Attack es una película de televisión que salió al aire en 2012 realizada por Syfy el 8 de junio de 2012 y fue escrito por Michael Ciminera y Richard Gnolfo. Fue hecha en torno a la popularidad del conocido programa, Jersey Shore realizado por MTV.
La película gira en torno a una serie de ataques de tiburones mortales en Nueva Jersey.

## Personajes
- Jeremy Luke como Gino "The Complication" Moretti.
- Melissa Molinaro como Nicolina "Nooki" Santamaria.
- William Atherton como Dolan.
- Daniel Booko como Pauly D.
- Vinny Guadagnino como Joe Conte.
- Alex Mauriello como JWoww.
- Audi Resendez como BJ.
- Joey Russo como Donnie.
- Tony Sirico como el capitán Salie.
- Jack Scalia como el sheriff Moretti.
- Paul Sorvino como el alcalde Palantine.
- Grant Harvey como Bradford.
- Dylan Vox como Spencer.
- Gabrielle Christian como Penelope.
- Joey Fatone como él mismo.